# Јосиф Отшелник
Јосиф Отшелник, Јосиф из Панефа или Јосиф Анхорит је био египатски хришћански монах који је живео око 4. и 5. века у пустињи Доњег Египта. Био је један од пустињских отаца и био је савременик Пимена Великог и преподобног Лота, који су га понекад консултовали.

## Биографија
Јосиф је рођен у Тмуису у Египту и живео је као анахорит у Панефизи у источном Египту. Тамо га је посетио Јован Касијан, који га је помињао на Саборима.
У  Евергетиносу о њему се наводи да је био изнад сваког човекоугодништва и славољубља.

## Поштовање
Православна црква празнује светог Јосифа 17. јуна.

## Иѕвори
1. ↑  Wortley, John, ур. (2014). Give me a word: the alphabetical sayings of the desert fathers. Popular patristics series. Yonkers, New York: St. Vladimir's Seminary Press. ISBN 978-0-88141-497-4.
2. ↑  Ward, Benedicta, ур. (1984). The sayings of the desert fathers: the alphabetical collection. Kalamazoo, Mich: Cistercian Publ. ISBN 978-0-87907-959-8.
3. ↑  MEMORIES, Princeton University Press, 2024-01-09, стр. 173—191, ISBN 978-0-691-25015-1, Приступљено 2024-10-21
4. ↑  Евергетинос или Зборник богогласних изрека и поука богоносних и светих отаца: (избор из II, III и IV тома). Библиотека Образ Светачки. 61 (2. допуњено изд. изд.). Београд: Православна мисионарска школа при храму светог Александра Невског. 2019. ISBN 978-86-86555-97-7.
5. ↑  „Свети преподобни Јосиф отшелник”. Prijateljboziji.com (на језику: српски). Приступљено 2024-10-21.
6. ↑  MEMORIES, Princeton University Press, 2024-01-09, стр. 173—191, ISBN 978-0-691-25015-1, Приступљено 2024-10-21